# Balta longealata
Balta longealata es una especie de cucaracha del género Balta, familia Ectobiidae.

## Distribución
Esta especie se encuentra en Nueva Guinea y Sumatra.